# 맥스 펄리치
맥스 펄리치(Max Perlich, 1968년 3월 28일 ~ )는 미국의 배우이다.
클리블랜드에서 태어났다.

## 출연 작품
- 인사이트 (2011년)
- 프로텍팅 더 킹 (2007년) - 대릴 역
- 13 Graves (2006)
- 펑크 러브 (2006년)
- 다윈어워드 (2006년) - 밥 역
- 디노크록 (2004년)
- 실종 (2003년)
- 더 조니 크로니클즈 (2002년)
- 쓰리 데이스 오브 레인 (2002년)
- 듀스 와일드 (2002년)
- 블로우 (2001년)
- 써스픽션 (2000년)
- 인디펜던트 (2000년)
- 프리웨이 2 (1999년)
- 랜스키 (1999년)
- 굿바이 러버 (1999년)
- 헌티드 힐 (1999년) - 칼 쉑터 역
- I Woke Up Early the Day I Died (1998)
- 프로즌 (1998년)
- 지옥의 저주 (1997년)
- 구모 (1997년)
- 브레이브 (1997년)
- 위험한 진실 (1997년)
- 더 그레이브 (1996년)
- 뷰티풀 걸 (1996년)
- 필링 미네소타 (1996년)
- 터프가이 (1995년)
- 조지아 (1995년)
- 로큰롤 타운 (1994년)
- 매버릭 (1994년)
- 귀여운 빌리 (1993년)
- 클리프행어 (1993년)
- 러쉬 (1991년)
- 사랑의 기쁨 (1991년)
- 호스플레이어 (1990년)
- 위험한 승부 (1990년)
- 드럭스토어 카우보이 (1989년)
- 거리의 청춘 (1989년)
- 비밀 경찰(영어판) (1988년)
- 홈 파이어스 (1987년)
- 인 더 무드 (1987년)
- 야간 파티 (1987년)
- 연애학개론 (1987년)

### 텔레비전
- 21 점프 스트리트 (1988)
- L.A. 로 (1993)
- 뱀파이어 해결사 (1998)
- 뉴욕경찰 24시 (2001)
- 길모어 걸스 (2001)
- 쉴드: XX 강력반 (2002)
- 크로싱 조던 (2002)
- 가디언 (2003)
- 참드 (2005)
- 마이 네임 이즈 얼 (2006)
- 터미네이터: 사라 코너 연대기 (2008, 2009)
- 번 노티스 (2010)
- 하와이 파이브-0 (2012)
- 저스티파이드 (2012-14)
- 트윈 픽스 (2017)